# Sé titular de Teodosiópolis da Armênia
A Diocese de Teodosiópolis da Armênia (em latim: Dioecesis Theodosiopolitana in Armenia) é uma sé suprimida e sé titular da Igreja Católica Romana.

## História
Teodosiópolis da Armênia (também chamada de Teodosiópolis da Capadócia), correspondente à cidade de Erzurum na atual Turquia, é uma antiga sé episcopal da província romana da Armênia Terceira na diocese civil de Ponto.
A diocese está documentada no Notitia Episcopatuum do Patriarcado de Constantinopla do século VII até o início do X, sufragânea da arquidiocese de Cesareia na Capadócia. Os Anuários Pontifícios indicam-na, em vez disso, como sufragânea da arquidiocese de Camaco.
Há três bispos documentados de Teodosiópolis. Pedro I interveio no concílio de 448 convocado em Constantinopla pelo patriarca Flaviano para condenar Eutiques. Manassés falou no Concílio de Calcedônia em 451. Pedro II participou da disputa entre os ortodoxos e os monofisistas severianos em Constantinopla em 533.[carece de fontes?]
Desde o século XVIII, Teodosiópolis da Armênia é considerada uma das sés episcopais titulares da Igreja Católica Romana; o assento está vago desde 22 de fevereiro de 1964.

## Bispos

### Bispos gregos
- Pedro I (mencionado em 448);[4]
- Manassés (mencionado em 451);[4]
- Pedro II (mencionado em 533).[4]

### Bispos titulares
Os bispos de Teodosiópolis da Armênia parecem ser confundidos com os bispos de Teodosiópolis da Arcádia e os de Teodosiópolis da Trácia, porque nas fontes citadas as cronotaxiac das três sés não são distinguidas.[carece de fontes?]
- Carlo Ciocchi (20 de dezembro de 1762 - ?);[1][5]
- Francesco Antonio Fracchia (26 de setembro de 1778 - 21 de outubro de 1795);[1][5]
- Athanasio Saraff (19 de maio de 1795 - antes de 19 de março de 1815);[1][5]
- Krikor Eugene Baghinanti (11 de julho de 1815 - 1832);[1]
- Giovanni Tommaso Neuschel (27 de setembro de 1852 - 20 de dezembro de 1863);[1][6]
- Henri-Marie Amanton (14 de março de 1865 - 12 de outubro de 1869);[1][7][8]
- Remigio Guido Barbieri, OSB (29 de julho de 1901 - 15 de abril de 1910);[1][9]
- Wilhelm Atanazy Kloske (29 de dezembro de 1910 - 12 de maio de 1925);[1]
- Joseph Hu Joo-shan (Hu Jo-shan), CM (30 de julho de 1926 – 11 de abril de 1946) - Nomeado Bispo de Linhai;[1]
- Domenico Della Vedova (12 de abril de 1950 - 24 de fevereiro de 1951 falecido);[1]
- Antoni Baraniak, SDB (26 de abril de 1951 – 30 de maio de 1957) -  Nomeado Arcebispo de Poznań;[1]
- Horacio Arturo Gómez Dávila (13 de junho de 1958 - 22 de fevereiro de 1964) - Sucedeu ao Bispo de La Rioja.[1]